# Théâtre Montmartre-Galabru
Théâtre Montmartre-Galabru je divadlo v Paříži, které se nachází na adrese 4, Rue de l'Armée-d'Orient v 18. obvodu.

## Historie
V roce 1850 založila Renée Maubel divadlo pod názvem Maubelova konzervatoř (conservatoire Maubel). Vystupovalo zde mnoho osobností jako herci Raimu a Pierre Fresnay nebo zpěvačka Fréhel. V 70. letech 20. století bylo divadlo uzavřeno.
V roce 1984, kdy již fungovalo jako sklad, jej koupil herec Michel Galabru pro svou dceru Emmu, aby ho obnovil. Divadlo několikrát změnilo jméno. Nejprve théâtre Maubel-Galabru, poté théâtre Montmartre-Galabru a nakonec od roku 2004 théâtre Michel-Galabru. V témže roce proběhla v divadle také rekonstrukce vstupu a šaten a modernizace audiotechniky.
Divadlo vede režisér Éric Reynaud-Fourton a nabízí uvádí komedie, muzikálová představení, one-man show nebo dětská představení.